# NGC 3124
NGC 3124 é uma galáxia espiral barrada (SBbc) localizada na direcção da constelação de Hydra. Possui uma declinação de -19° 13' 18" e uma ascensão recta de 10 horas, 06 minutos e 40,0 segundos.
A galáxia NGC 3124 foi descoberta em 23 de Março de 1835 por John Herschel.